# Pristimantis ventriguttatus
Pristimantis ventriguttatus es una especie de anfibio anuro de la familia Craugastoridae.

## Distribución geográfica
Esta especie es endémica de la provincia de Santa Cruz en la región de Cajamarca en Perú. Se encuentra a unos 1800 m sobre el nivel del mar en la Cordillera Occidental.

## Descripción
Los machos miden de 17 a 21 mm y las hembras 29 mm.

## Publicación original
- Lehr & Köhler, 2007: A new species of the Pristimantis orestes Group (Anura: Leptodactylidae) from the Cordillera Occidental in northern Peru. Zootaxa, n.º 1621, p. 45–54.[6]